# Manzaneda (Truchas)
Manzaneda es un pueblo situado en la Comarca de La Cabrera alta, municipio de Truchas, en la provincia de León, comunidad autónoma de Castilla y León, España.

## Historia
Así describía Pascual Madoz, en la primera mitad del siglo XIX, a Manzaneda en el tomo XI del Diccionario geográfico-estadístico-histórico de España y sus posesiones de Ultramar:

Lugar en la provincia de León (12 leguas), partido judicial y diócesis de Astorga, audiencia territorial y capitanía general de Valladolid, ayuntamiento de Truchas. Situado en una ladera a orillas de un arroyo que se une al Eria; su clima es frío; sus enfermedades más comunes las fiebres catarrales y pulmonías. Tiene unas 60 casas; escuela de primeras letras por temporada con la dotación de 30 reales y el honorario de los 20 niños que la frecuentan; iglesia parroquial (Santiago) servida por un cura de ingreso y libre disposición; una ermita (San Antonio de Padua) y buenas aguas potables. Confina Norte Pozos, Este Morla; Sur Villar del Monte, y Oeste Cunas, a una legua los más distantes. El terreno es de mala calidad. Los caminos dirigen a los pueblos limítrofes y a Galicia y Astorga. Recibe la correspondencia en la Bañeza. Producción: centeno, algún lino, patatas y pastos para el poco ganado vacuno, lanar y cabrío que cría. Hay caza de venados, corzos, lobos, jabalíes y otros animales dañinos, y pesca de alguna trucha. Industria: algunos molinos harineros. Población: 56 vecinos, 248 almas. Contribución con el ayuntamiento.
Pascual Madoz.